# Крис Никић
Крис Никић (енгл. Chris Nikic; 1999) јесте амерички аматерски триатлонац. У 22. години је постао прва особа са Дауновим синдромом која је завршила ајронмен триатлон. За овај успех, Никић је 2021. године награђен Наградом за упорност Џими В у од И-Ес-Пи-Ваја. Иста организација му је доделила награду за најбољега спортиста с инвалидитетом у мушким спортовима.

## Ајронмен триатлон

### Вежбање
Никић је тренирао са Деном Грибом, који је завршио 16 трка ајронмен триатлона. Вежбао је четири до осам сати дневно годину дана. Почео је вежбање једним склеком, а имао је циљ да сваког дана бар за проценат побољша достигнуће. Никић је говорио:
„Морам напорно да радим и да дајем све од себе сваки дан. Ако успем да завршим ајронмен и постанем профи ховорник, имаћу прилику да остварим свој сан.”
Никић се тренутно спрема за Посебне олимпијске игре Сједињених Држава које ће се одржати 2022. године.

### Ајронмен Флорида 2020
Никић је завршио Ајронмен флорида триатлон за 16 сати, 46 минута и девет секунди, препливавши 38,5 км, возивши бицикл 180 км и трчећи 42 км. Овим је ушао у Гинисову књигу рекорда. Његово време било је 14 минута брже од просечног времена за квалификације.

## Рани живот
Никић је одрастао на Флориди од родитеља српских имиграната. Имао је операцију на отвореном срцу с пет месеци и није могао добро да хода до четврте године, ни да једе чврсту храну до пете године.

## Извори
1. 1 2  „Nikic becomes first person with Down's syndrome to finish Ironman”. BBC Sport (на језику: енглески). Приступљено 2020-11-09.
2. 1 2  West, Jenna. „Chris Nikic Is First Person With Down Syndrome to Complete Ironman”. Sports Illustrated (на језику: енглески). Приступљено 2020-11-09.
3. ↑  „2021 ESPY Award Winners”. ESPN.com. 10. 7. 2021. Приступљено 12. 7. 2021.
4. ↑  KABC (9. 11. 2020). „Florida man is 1st person with Down syndrome to finish Ironman triathlon”. ABC7 San Francisco (на језику: енглески). Приступљено 13. 11. 2020.
5. 1 2  „Chris Nikic is About to Make Ironman History”. SI.com (на језику: енглески). Приступљено 9. 11. 2020.
6. ↑  Lane, Barnaby. „A 21-year-old man made history as the first ever athlete with Down syndrome to complete an Ironman triathlon”. Insider. Приступљено 2020-11-11.
7. ↑  Kelsie Smith. „A 21-year-old man has made history as the first person with Down syndrome to complete an Ironman triathlon”. CNN. Приступљено 11. 11. 2020.
8. ↑  „Chris Nikic finishes ironman”. news.yahoo.com (на језику: енглески). Приступљено 2020-11-09.
9. 1 2  McCoy, Jenny (2020-10-08). „Chris Nikic Has Become the First Ironman Finisher With Down Syndrome”. Runner's World (на језику: енглески). Приступљено 2020-11-09.
10. ↑  „Florida athlete strives to be the first person with down syndrome to complete an ironman”. WFTS (на језику: енглески). 2020-10-29. Приступљено 9. 11. 2020.